# Serie A 1976-1977 (pallamano maschile)
La Serie A 1976-1977 è stata l'8ª edizione del torneo di primo livello del campionato italiano di pallamano maschile.

Esso venne organizzato dalla Federazione Italiana Giuoco Handball.

Il torneo fu vinto dalla Pallamano Trieste per la 2ª volta nella sua storia.

A retrocedere in serie B furono il C.S. Esercito Roma e la Pallamano Modena.

## Formula
Il torneo fu disputato con la formula del girone unico all'italiana con partite di andata e ritorno.

Al termine della stagione la prima squadra classificata fu proclamata campione d'Italia mentre le ultime due classificate furono retrocesse in serie B.

## Squadre partecipanti
| Città           | Club                          | Palasport | Sponsor        | Stagione precedente        |
| --------------- | ----------------------------- | --------- | -------------- | -------------------------- |
| Bologna         | Handball Club Bologna 1969    |           | Mercury        | 8ª in Serie A 1975-1976    |
| Bolzano         | Südtiroler Sportverein Bozen  |           | Loacker        | Serie B 1975-1976          |
| Bressanone (BZ) | Südtiroler Sportverein Brixen |           | Birra Forst    | 10ª in Serie A 1975-1976   |
| Firenze         | Handball Club Firenze         |           | Mokamag        | Serie B 1975-1976          |
| Modena          | Pallamano Modena              |           | Formigine      | 7ª in Serie A 1975-1976    |
| Roma            | Centro Sportivo Esercito      |           |                | 5ª in Serie A 1975-1976    |
| Roma            | CUS Roma                      |           | Firs           | 3ª in Serie A 1975-1976    |
| Roma            | H.C. Montesacro Roma          |           | Royale Belge   | 6ª in Serie A 1975-1976    |
| Roma            | Roma Handball Club            |           | Naddeo Renault | (subentra a Genovesi Roma) |
| Rovereto (TN)   | Handball Club Rovereto        |           | Volani         | 2ª in Serie A 1975-1976    |
| Teramo          | Teramo Handball               |           | Jagermaister   | 4ª in Serie A 1975-1976    |
| Trieste         | Pallamano Trieste             |           | Duina          | Campione d'Italia          |

## Classifica
|  | Pos. | Squadra         | Pt | G  | V | N | S | GF | GS | D | Note                                        |
|  | ---- | --------------- | -- | -- | - | - | - | -- | -- | - | ------------------------------------------- |
|  | 1.   | Trieste         | 42 | 22 | 0 | 0 | 0 | 0  | 0  | 0 | Qualificato alla Coppa dei Campioni 1977-78 |
|  | 2.   | Rovereto        | 38 | 22 | 0 | 0 | 0 | 0  | 0  | 0 | Qualificato alla Coppa delle Coppa 1977-78  |
|  | 3.   | CUS Roma        | 33 | 22 | 0 | 0 | 0 | 0  | 0  | 0 |                                             |
|  | 4.   | Montesacro Roma | 33 | 22 | 0 | 0 | 0 | 0  | 0  | 0 |                                             |
|  | 5.   | Brixen          | 25 | 22 | 0 | 0 | 0 | 0  | 0  | 0 |                                             |
|  | 6.   | Bozen           | 19 | 22 | 0 | 0 | 0 | 0  | 0  | 0 |                                             |
|  | 7.   | Bologna 1969    | 18 | 22 | 0 | 0 | 0 | 0  | 0  | 0 |                                             |
|  | 8.   | Firenze         | 13 | 22 | 0 | 0 | 0 | 0  | 0  | 0 |                                             |
|  | 9.   | Teramo          | 13 | 22 | 0 | 0 | 0 | 0  | 0  | 0 |                                             |
|  | 10.  | Roma H.C.       | 12 | 22 | 0 | 0 | 0 | 0  | 0  | 0 |                                             |
|  | 11.  | C.S. Esercito   | 11 | 22 | 0 | 0 | 0 | 0  | 0  | 0 | Retrocesso in Serie B 1977-78               |
|  | 12.  | Modena          | 7  | 22 | 0 | 0 | 0 | 0  | 0  | 0 | Retrocesso in Serie B 1977-78               |

## Campioni
| Campione d'Italia 1976-1977 |
| --------------------------- |
| Pallamano Trieste 2º titolo |